# Labastide-de-Penne
Labastide-de-Penne – miejscowość i gmina we Francji, w regionie Oksytania, w departamencie Tarn i Garonna.
Według danych na rok 1990 gminę zamieszkiwało 155 osób, a gęstość zaludnienia wynosiła 11 osób/km² (wśród 3020 gmin regionu Midi-Pireneje Labastide-de-Penne plasuje się na 908. miejscu pod względem liczby ludności, natomiast pod względem powierzchni na miejscu 818.).